# 西東合集管弦樂團

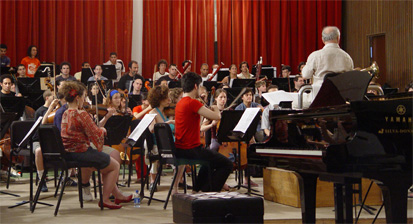
巴伦博伊姆指挥西东合集管弦乐团的排练，2005年

西東合集管弦樂團（英語：West–Eastern Divan Orchestra）是一支青年管弦樂團，由指揮家丹尼爾·巴倫邦和學者愛德華·薩伊德於1999年所創立，「西東合集」（West–Eastern Divan）是取名於德國十八世紀詩人歌德一部名為「西東詩集」（West–östlicher Divan）的詩歌文集。

## 歷史
阿根廷指揮家丹尼爾·巴倫邦和已故巴勒斯坦裔學者愛德華·薩伊德於1999年創立了西東合集管弦樂團。西東合集管弦樂團是駐在西班牙塞維利亞，樂手分別來至埃及、伊朗、以色列、約旦、黎巴嫩、巴勒斯坦、敘利亞和西班牙語背景的中東地區。
樂團初時收到了200個來自阿拉伯的音樂學生的申請 。樂團第一個研討會於德國威瑪舉行。大師指揮家丹尼爾·巴倫邦還表示，有興趣在樂團內，每年分配三個名額給從伊朗來的樂手（註：伊朗是一個非阿拉伯國家，但與以色列有衝突）。

### 演出
樂團於2012年7月11日在大師丹尼爾·巴倫邦指揮下，在意大利總統夫婦的喬治·納波利塔諾，在岡道爾夫堡使徒宫的庭院裡在時任教宗的本篤十六世面前演奏（註：2012年7月11日是修道院長（Abbot）聖本篤（Saint Benedict of Nursia）聖人曆聖日（Feast Day），也是教宗的命名日（Name day））。
西東合集管弦樂團參加了位于韓國光州的2012年第九屆的光州雙年展。
2012年7月樂團在英國倫敦逍遙音樂節聯同指揮丹尼爾·巴倫邦演出貝多芬的全套交響曲。

## 外部連結
- 官方网站
- 華納經典
- 布朗大學網頁約樂團 （页面存档备份，存于）
- 英國廣播公司 （页面存档备份，存于）
- 克利夫蘭電影節[永久]
- 半島電視台採訪的巴伦博伊姆 （页面存档备份，存于）